# Enrique Gorriarán Merlo
Enrique Haroldo Gorriarán Merlo (San Nicolás de los Arroyos, 18 de octubre de 1941 - Buenos Aires, 22 de septiembre de 2006) fue un guerrillero, revolucionario argentino del  Partido Revolucionario de los Trabajadores y combatiente del  Ejército Revolucionario del Pueblo.  Argentino, fundador del Partido Revolucionario de los Trabajadores (PRT) y de su brazo armado, el Ejército Revolucionario del Pueblo (ERP), junto con Mario Roberto Santucho.
Fue uno de los integrantes del equipo que asesinó al dictador nicaragüense Anastasio Somoza en Paraguay. Fue además responsable del ataque al regimiento de infantería número 3 de La Tablada, en enero de 1989.

## Biografía
Gorriarán Merlo nació en la localidad bonaerense de San Nicolás de los Arroyos en el seno de una familia de clase media alta. Conoció a Luis  Pujals cuando estaba en cuarto año de la escuela secundaria. Participó de los debates de la educación laica versus la educación religiosa a finales de los años 50.  Estudió Ciencias Económicas en la ciudad de Rosario. Allí participó del Centro de Estudiantes. Hizo el servicio militar obligatorio en 1962 en la ciudad de San Nicolás, cuando se produjeron los enfrentamientos entre azules y colorados durante el cual fallecieron algunos soldados conscriptos. Luego del golpe de Estado que derrocó al presidente Illia en 1966 se incorporó a PRT.
En 1970, fue uno de los dirigentes del Partido Revolucionario de los Trabajadores (PRT) que, en su Quinto Congreso, resolvió fundar el brazo armado: el Ejército Revolucionario del Pueblo (ERP). En marzo de ese mismo año se sumó a la lucha armada clandestina. su nombre apareció vinculado a la militancia perretista en septiembre de 1971,después de ser detenido en Córdoba junto a Mario Roberto Santucho, Jorge Ulla y Adrián Toschi.
Siempre se especuló en que fue doble agente o al servicio de intereses americanos debido a que providencialmente se salvaba en todos los enfrentamientos y detenciones masivas en su movimiento. .

## Trelew
El 15 de agosto de 1972 protagonizó junto a otros jefes guerrilleros de diversas agrupaciones políticas, una cinematográfica fuga de la cárcel de máxima seguridad de Rawson (en la Patagonia argentina), sucesos que luego derivaron en lo que se conoció como la Masacre de Trelew.  Gorriaran Merlo logró abordar el avión que tomaron sus compañeros y se dirigió a Santiago de Chile, donde gobernaba Salvador Allende.  Luego viajó a Cuba. Regresó a la Argentina en diciembre de 1972.  Es amnistiado por el nuevo gobierno peronista de Héctor Cámpora  que asume el 25 de mayo de 1973. Desarrolla actividades en Buenos Aires, Córdoba y Tucumán.

## El copamiento de Azul
El 19 de enero de 1974  Gorriaran Merlo comandó junto con Hugo Irurzun el ataque contra la guarnición militar ubicada en la Av. General Güemes 65 de la ciudad de Azul, Provincia de Buenos Aires que albergaba a Regimiento de Caballería de Tanques 10 «Húsares de Pueyrredón» y al Grupo de Artillería Blindado 1 «Coronel Martiniano Chilavert» por un grupo de unos 80 guerrilleros de la compañía Héroes de Trelew que fue repelido y debió retirarse sin apoderarse del armamento pretendido. Los guerrilleros tuvieron 5 bajas (dos de ellos capturados con vida fueron desaparecidos presuntamente huyendo hacia otra provincia) mientras que otros 12 combatientes fueron detenidos. Gorriarán Merlo decidió la retirada y la puso en marcha sin avisar al otro grupo actuante. Se argumentó un fallo en las comunicaciones que hizo que los 17 guerrilleros no recibieran la orden y quedaran atrapados en el cuartel. La dirección política y militar (PRT) removió de la dirección del comité militar Buenos Aires a Enrique Gorriarán Merlo rebajándolo de militancia y enviándolo para su “reeducación política” a una fábrica de Córdoba.
Hacia comienzos de 1976 el ERP estaba virtualmente derrotado y había tenido muchas pérdidas en el fallido ataque al Batallón de Monte Chingolo en diciembre de 1975,además de haber sido desarticulada la compañía de monte en Tucumán.  Gorriaran no participó del ataque a Monte Chingolo.  En julio de 1976, ya producido el golpe de Estado en marzo de ese año, cayó muerto Santucho junto a otros miembros importantes de la dirección partidaria. Queda al frente  del PRT Luis Mattini, quien incorpora al Buró Político a Eduardo Merbilháa Cortelezi y a Gorriarán Merlo.

## Salida de Argentina y actividad en Nicaragua
A finales de 1976 Gorriarán Merlo dejó el país y se dirigió a Francia. Desde allí participó en los debates del PRT en el exterior que terminaron con la ruptura del partido.  Gorriaran Merlo  estableció relaciones con el Frente Sandinista de Liberación Nacional  de Nicaragua.  Acompañado de un grupo de militantes del PRT se dirige en 1979  a ese país para sumarse al proceso revolucionario. Combatió en Nicaragua en el Frente Sur junto al sandinismo, bajo cuyo gobierno fue miembro fundador de la Dirección General de Seguridad del Estado (DGSE ) del Ministerio del Interior bajo la dirección de Tomás Borge tras el triunfo de la Revolución Sandinista.

## Muerte de Somoza
Gorriarán Merlo comandó la célula que el 17 de septiembre de 1980 asesinó en Asunción al ex dictador nicaragüense Anastasio Somoza Debayle, después de meses de seguimiento en la capital paraguaya. En 1983 volvió fugazmente a la Argentina para luego volver a salir del país. 

## El MTP y La Tablada
Al regreso de la democracia en Argentina, Gorriarán Merlo fue enjuiciado durante el gobierno de  Raúl Alfonsín debido a su  participación  en el ERP en los años 70.  Sin embargo Gorriarán Merlo continuó militando y fundó el Movimiento Todos por la Patria (MTP). El 23 de enero de 1989, durante el gobierno democrático de Raúl Alfonsín, Gorriarán Merlo lideró un ataque  que intentó copar el regimiento militar de La Tablada, en el oeste del Gran Buenos Aires, acción en la que murieron 39 personas, entre las cuales se encuentra el soldado Tadeo Taddía, quien estaba en la puerta de la Guardia y murió de un disparo de los guerrillero que lo fusilaron cuando intentaba rendirse.
El líder guerrillero justificó la toma diciendo que tenía el objetivo de impedir un supuesto golpe de Estado planeado por el entonces candidato a presidente Carlos Saúl Menem (luego presidente, entre 1989 y 1999) y el exmilitar Mohamed Alí Seineldín. Su  idea era tomar el cuartel  y luego marchar hacia la Plaza de Mayo en defensa del gobierno de Raúl Alfonsín.  El ataque generó muchísimas críticas por parte de casi todo el espectro político argentino. 
Para la investigadora Claudia Hilb, en cambio, un reducido grupo de personas encabezado por Gorriarán Merlo trató de «fabricar un presente ficticio: fabricar en primer lugar la «materia» a ser interpretada —el ficticio golpe carapintada— para sobre esta ficción erigir una mentira verosímil —fuimos a parar el golpe— que, bien instrumentada, deberá poder manipular ahora los sentimientos antigolpistas del pueblo en favor de la insurrección».
A pesar de esta acusación de invención, de hecho hubo un alzamiento carapintada el año siguiente.

## Autocrítica
Enrique Gorriaran Merlo  en los años 80  realizó autocríticas a algunos posicionamientos del PRT-ERP  y reconoció falencias.  Por ejemplo consideró que fue un error no dar al presidente Cámpora y a los sectores democráticos del gobierno constitucional peronista surgido en mayo de 1973 todo el apoyo necesario para enfrentar a los sectores de la derecha fascista. Afirmó que ese error se cometió debido a la falta total de confianza en la política tradicional por parte de la militancia del partido. Observó  que la decisión de continuar la lucha armada  contra el Ejército Argentino al mismo tiempo que se resolvía no atacar al gobierno peronista de Cámpora fue incorrecta y la postura fue utilizada para adelantar el desplazamiento de sectores positivos del aparato de Estado, como por ejemplo le ocurrió al gobierno de Oscar Bidegain en la provincia de Buenos Aires que fue desplazado  en 1974 luego del ataque del ERP a la guarnición militar  de Azul.  La autocrítica consiste en que en ese periodo de gobierno  el PRT-ERP no debería  haber actuado militarmente según expresó Gorriarán Merlo.  

## Detención de Gorriaran Merlo
Por ese ataque, Gorriarán Merlo fue detenido el 28 de octubre de 1995 en las afueras de Cuautla en México, argumentando que fue atacado y extraditado hacia Argentina. El guerrillero escribió un alegato donde describía detalladamente el proceso de detención y extradición.
Tras ser condenado a prisión perpetua en 1996, Gorriarán Merlo protagonizó junto a otros exguerrilleros detenidos una huelga de hambre que duró 162 días, y fue liberado en 2003 por un indulto presidencial del entonces presidente Eduardo Duhalde. En una entrevista habla acerca de la huelga y parte de su vida después del indulto, además de una opinión del futuro político del país.
En enero de 2003 publicó el libro Memorias de Enrique Gorriarán Merlo. De la Década del Setenta a La Tablada, un volumen de más de 600 páginas.
En 2006, en la ciudad de Rosario, el exguerrillero descartó «totalmente que volvamos a la lucha armada», debido a que no están dadas las «condiciones necesarias», y adjudicó su militancia a las reiteradas intentonas dictatoriales de las Fuerzas Armadas.
En 2006, Gorriarán Merlo lanzó una nueva agrupación política, llamada Partido para el Trabajo y el Desarrollo, con la propuesta de «cerrar la zanja que separa al pueblo de la política y a los ricos de los pobres», con la adhesión de varios partidos de izquierda latinoamericanos, entre ellos el gobernante Frente Amplio de Uruguay.

## Fallecimiento
Gorriarán se proponía participar en las elecciones de 2007 «en alianza o con candidatos propios», y había dicho estar dispuesto a «la unidad con todo aquel que se oponga al neoliberalismo y que tenga una óptica de integración latinoamericana». En los últimos años de su vida tuvo la entrada prohibida en Nicaragua por los gobiernos de Violeta Chamorro y Arnoldo Alemán; aunque gozaba del apoyo y la amistad del líder sandinista Daniel Ortega.
Falleció el 23 de septiembre de 2006 en el hospital Argerich de Buenos Aires, víctima de un paro cardíaco. El ELN lanzó un comunicado en conmemoración de la muerte del guerrillero.
Una biblioteca en Managua, capital de Nicaragua, lleva su nombre.

## Libros
- Memorias de Enrique Gorriarán Merlo. De la Década del Setenta a La Tablada (2003)